# 武田誠司
武田 誠司（たけだ せいじ、1978年 - ）は、フジテレビジョンスタジオ戦略本部第3スタジオゼネラルプロデューサー。福岡県出身。2001年度入社。
一橋大学卒業。

## 経歴
『トリビアの泉 〜素晴らしきムダ知識〜』時代には、しばしば「確認VTR」に登場。「米かみ」「ファニーボーン」ピーターラビットもののトリビアの確認でイギリスに行った事もある。
2004年7月、担当番組の『お台場明石城』に下克上ADとして出演し、「さんまのビッグビジネス」をプレゼンテーション。さらに2005年1月には自身の代表作となる「ドリームジャンボ彼女くじ」をプレゼンし、2005年5月4日の『お台場明石城』生放送チーフディレクターに選ばれ、文字通りレーベルの本来の意味でもある『登龍門』の道を駆け上がった。2015年6月までは『ホンマでっか!?TV』や特番など、明石家さんまがメインパーソナリティを務める番組のチーフディレクターを担当していた。
2005年4月11日から「人生初生放送へど新人ディレクター日記」という日記を『お台場明石城』の公式サイトで公開していたが、わずか4日分書いただけで消去された。
2015年6月までは吉田正樹、清水宏泰、宮道治朗、石川綾一、亀高美智子、小仲正重班に所属し、ディレクター・演出を担当していた。
2016年6月28日付で編成制作局編成部から編成局編成部に改称。
2019年4月から編成制作局バラエティー制作センターチーフプロデューサー。
2024年7月から編成総局バラエティ制作局バラエティ制作部企画統括担当部長兼ゼネラルプロデューサー。
2025年7月より現職。

## 担当番組

### 企画
レギュラー
- ホンマでっか!?TV（演出→監修→一時降板→企画兼CP→企画兼制作統括）

スペシャル
- イタズラジャーニー

### チーフプロデューサー
スペシャル
- 有吉ダマせたら10万円（以前は企画）
- 賞金維持サバイバル!100万屋敷（企画兼務）

### 総合演出・プロデュース
レギュラー
- 千鳥の鬼レンチャン（特番時は企画兼CP→企画演出兼CP）

スペシャル
- さんまの東大方程式（以前は編成企画→企画→CP）
- FNS鬼レンチャン歌謡祭

## 過去の担当番組
レギュラー
- HEY!HEY!HEY! MUSIC CHAMP（AD → ディレクター）
- 笑う犬の太陽（AD）
- 森田一義アワー 笑っていいとも!（AD）
- トリビアの泉 〜素晴らしきムダ知識〜（AD → ディレクター）
- お台場明石城（ディレクター）
- 幸せって何だっけ 〜カズカズの宝話〜（ディレクター）
- 井の中のカワズ君（演出）
- くるくるドカン〜新しい波を探して〜（演出）
- ペケ×ポン（ディレクター → 演出 → 総合演出）
- 教訓のススメ（総合演出）
- バイキング（オープニング演出）
- 巷のリアルTV カミングアウト!（編成企画）
- 正直さんぽ（編成）
- おーい!ひろいき村（編成）
- 人気者から学べ そこホメ!?（編成）
- ぶらぶらサタデー（編成企画）
- 良かれと思って!（編成企画）
- 世界!極タウンに住んでみる（編成企画）
- 今夜はナゾトレ（編成）
- いただきハイジャンプ（プロデューサー）
- でんじろうのTHE実験（企画、パイロット版は編成）
- 林修のニッポンドリル（編成企画 → 企画 → 企画・チーフプロデューサー）

スペシャル
- さんま・福澤のホンマでっか!?ニュース（演出）
- さんま&くりぃむの芸能界(秘)個人情報グランプリ（演出）
- 芸能界特技王決定戦 TEPPEN（総合演出）
- ギリギリ昔話（編成）
- Cygames THE MANZAI マスターズ（編成）
- FNS27時間テレビ 鬼笑い祭（総合演出・プロデュース）
- FNS27時間テレビ 日本一たのしい学園祭!（制作統括）